# Shir Mohammad Abbas Stanikzai
Shir Mohammad Abbas Stanikzai, né en 1963, est un homme politique afghan, dirigeant du mouvement des talibans et vice-ministre des Affaires étrangères de l'émirat islamique depuis 2021.

## Biographie
D'ethnie pachtoune de la tribu Stanikzai, il naît en 1963 dans le district de Baraki Barak , dans la province de Logar . Après avoir obtenu une maîtrise en sciences politiques, il suit une formation militaire et prend part aux combats durant la guerre soviéto-afghane, d'abord avec le Mouvement pour la révolution islamique et nationale d'Afghanistan de Mohammad Nabi Mohammadi, puis avec l'Union islamique pour la libération de l'Afghanistan d'Abdul Rasul Sayyaf, en tant que commandant de son front sud-ouest.
Pendant le règne des talibans sur l'Afghanistan de 1996 à 2001, Stanakzai a été ministre adjoint du ministre des Affaires étrangères Wakil Ahmed Muttawakil et plus tard du ministre de la Santé. Bien qu'il n'ait apparemment pas eu la confiance de Muttawakil, il a souvent donné des interviews à des médias étrangers car il parle bien anglais.
En 1996, Stanikzai se rend à Washington, en tant que ministre des Affaires étrangères par intérim pour demander à l'administration Clinton d'étendre la reconnaissance diplomatique à l'Afghanistan dirigé par les talibans.
Stanikzai arrive au Qatar en janvier 2012 afin de faciliter l'ouverture du bureau politique des talibans dans ce pays. Le 6 août 2015, il est nommé chef par intérim du bureau politique au Qatar, en remplacement de Tayyab Agha qui avait démissionné. Après sa nomination, Stanikzai a prêté allégeance à Akhtar Mansour; il devient chef du bureau politique en novembre 2015,.
Il mène ensuite différentes missions diplomatiques : en juillet 2016 en Chine ; en août 2018 en Ouzbékistan et en Indonésie pour des entretiens avec des responsables, rencontrant le premier vice-président indonésien Muhammad Jusuf Kalla, le ministre indonésien des Affaires étrangères Retno Marsudi et Hamid Awaluddin, le représentant spécial de l'Indonésie pour l'Afghanistan. De 2019 à 2021, c'est lui qui est le négociateur en chef dans les pourparlers avec les États-Unis pour le retrait des forces occidentales d'Afghanistan.
En 2020, il est le chef du bureau politique des talibans à Doha, au Qatar.
Le 7 septembre 2021, il est nommé vice-ministre des Affaires étrangères de l'émirat islamique d'Afghanistan dans le gouvernement dirigé par Mohammad Hassan Akhund.

## Sources
- Olivier Tallès, "Shir Mohammad Abbas Stanikzai, le diplomate des talibans", La Croix, 15/02/2019